# Bogdan Szyber
Bogdan Szyber, född 20 oktober 1958 i Zabrze i Polen, är en svensk multidisciplinär scenkonstnär, dramatiker och regissör som arbetar inom scen- och bildkonst. Han har skapat över 100 verk inom dans, teater, opera, performance och bildkonst, ofta i samarbete med Carina Reich under namnet Reich + Szyber.

## Fauxthentication – Art, Academia & Authorship

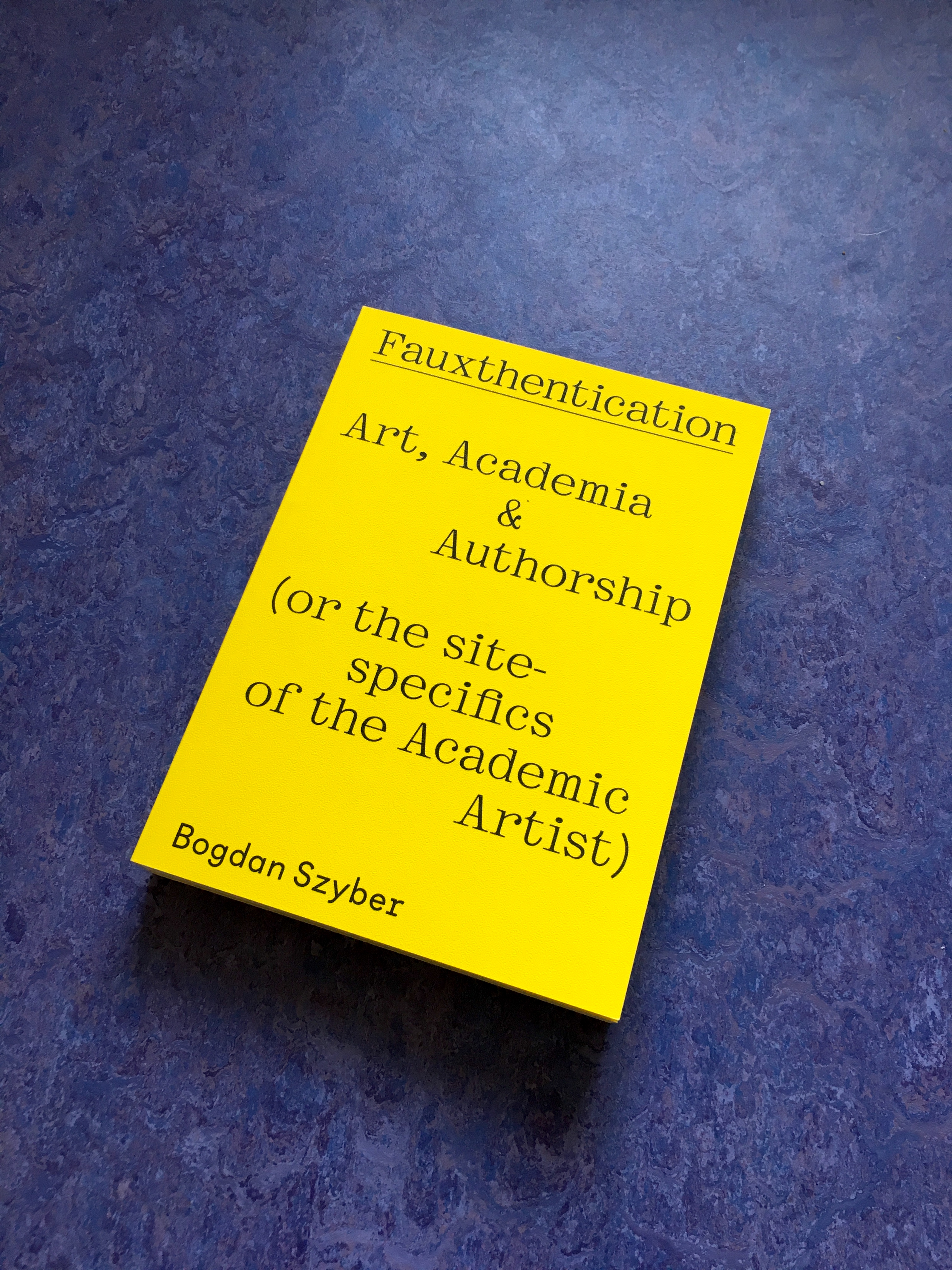
Den underkända avhandlingen "Fauxthentication – Konst, Akademi & Upphovsrätt (eller den akademiska konstnärens platsspecifika omständigheter)”

Szyber disputerade 2020 vid Stockholms Konstnärliga Högskola med den konstnärliga avhandlingen Fauxthentication – Konst, Akademi & Upphovsrätt (eller den akademiska konstnärens platsspecifika omständigheter). Avhandlingen undersöker de produktionsramar som skapas inom konstnärlig forskning och vilka faktorer som formar dess värdesystem. Genom institutionell kritik, metodiska interventioner och platsspecifika fallstudier belyser projektet brister i den alltmer standardiserade högskoleindustrin och dess koppling till akademiskt bedrägeri. Det problematiserar hur konstnärlig forskning riskerar att bli självrefererande och kodifierad till en ny "ism" – en byråkratiserad konstpraxis där kvalitetsbedömning enbart fokuserar på teoretisk utformning.
Avhandlingen var den första i Sverige inom konstnärlig forskning att underkännas, vilket skapat och fortsätter att skapa en omfattande debatt om konstnärlig forskning och akademins roll.
Som en vidare utforskning samt ett konstnärligt avslut av dessa teman iscensatte Szyber 2024 föreställningen Fool’s Errand – an Alchemical Sonata. Denna iscensättning finns även i videoformat. Det har även skapats en dokumentär från Sveriges Television, ett avsnitt K-Special kallat: fallet Bogdan.
Szyber har mottagit Konstnärsnämndens tioåriga arbetsstipendium och var ledamot i dess arbetsgrupp för teater-, dans- och filmkonstnärer 2013–2016. Han är även medlem i Kulturrådets referensgrupp för scenkonst 2022–2026.